# Turtle Talk with Crush
Turtle Talk with Crush est une attraction des parcs Disney. Elle est basée sur le personnage de la tortue marine Crush du film Le Monde de Nemo (2003) produit par Disney et Pixar.
Le concept de l'attraction découle d'un programme de Walt Disney Imagineering nommé Living Characters dont la première étape a consisté à installer en 2002 au sein du Tomorrowland de Disneyland des téléphones avec au bout du fil le personnage de Stitch, suivi par d'autres réalisation comme Lucky le dinosaure.

## Les attractions
Les visiteurs entrent dans une salle avec un écran vidéo géant sur l'un des murs qui représente la paroi d'un aquarium. Crush, la tortue surfeuse de 150 ans, issue du film Le Monde de Nemo parle aux visiteurs et répond à leurs questions. Un cast-member caché contrôle le personnage en image de synthèse depuis une salle mitoyenne.
En raison de son succès à EPCOT, l'attraction a été construite à Disney's California Adventure en 2005. Puis elle a été reproduite temporairement à Hong Kong Disneyland et Tokyo DisneySea en 2009

### EPCOT

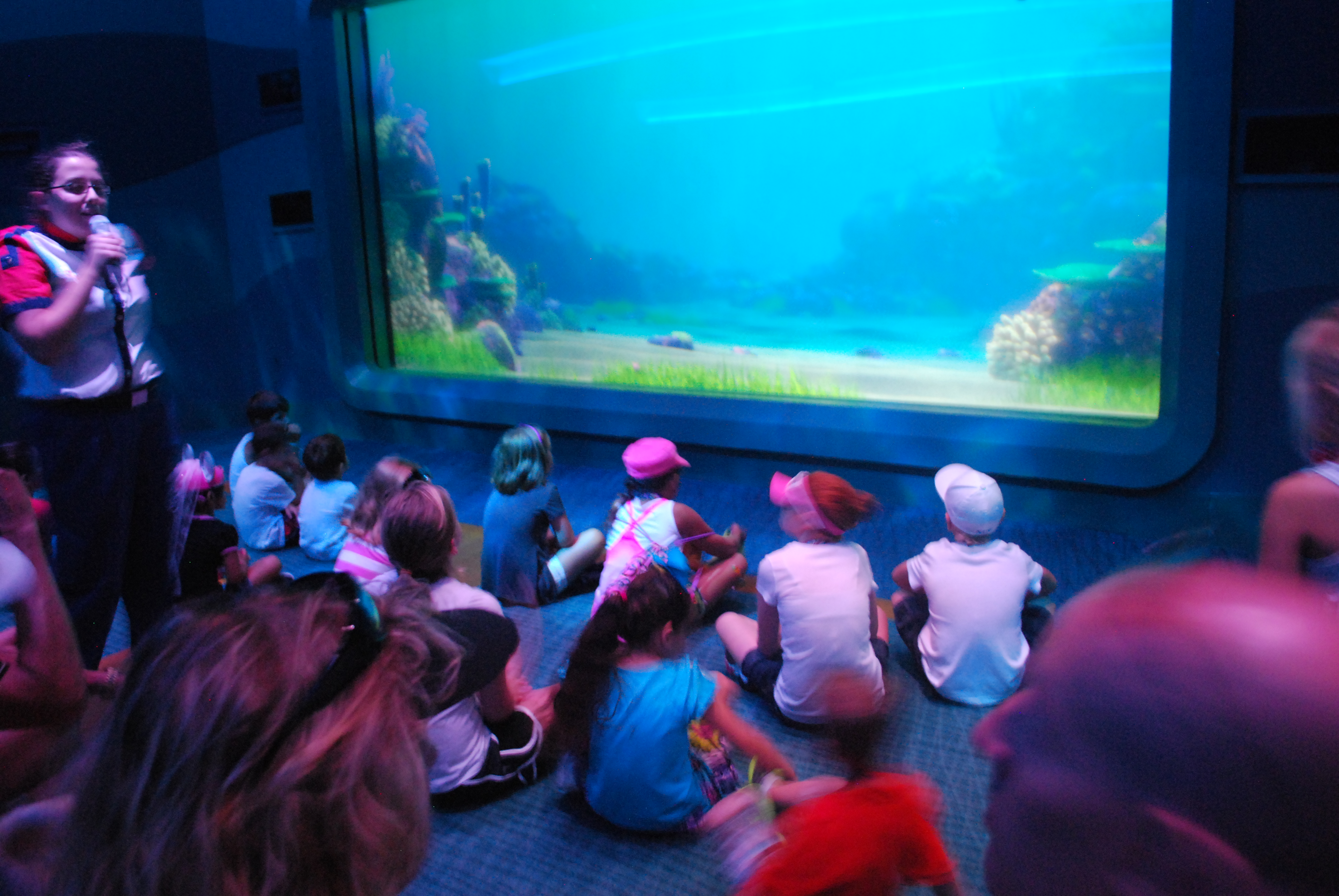
Scène de Turtle Talk with Crush à Epcot.

L'attraction a ouvert fin 2004 lors de la première phase de rénovation du pavillon The Living Seas avec comme nouveau thème, l'univers du film Le Monde de Nemo. Ce pavillon est renommé depuis octobre 2006 The Seas with Nemo & Friends Pavilion.
- Ouverture : 16 novembre 2004
- Durée : 10 minutes
- Capacité : 100 personnes
- Situation : 28° 22′ 30″ N, 81° 33′ 03″ O
- Attraction précédente : The Seas

### Disney California Adventure

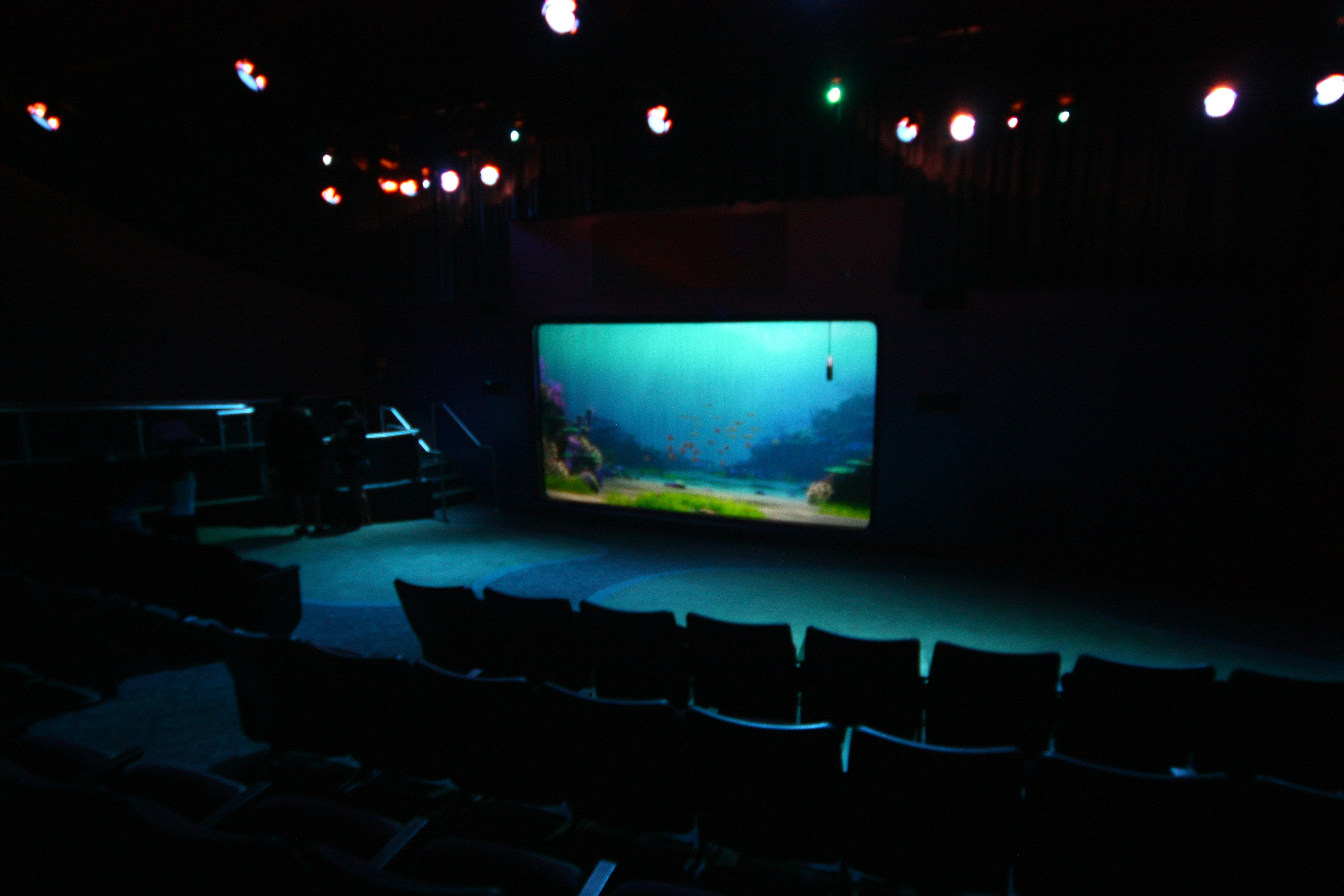
Scène de Turtle Talk with Crush à Disney California Adventure.

L'attraction a ouvert en juillet 2005 au sein de l'attraction Disney Animation de Hollywood Pictures Backlot, comme l'une des séquences destinées à revitaliser la zone.
- Ouverture : 15 juillet 2005
- Durée : 10 minutes
- Situation : 33° 48′ 27″ N, 117° 55′ 03″ O

### Hong Kong Disneyland
L'attraction a été ouverte temporairement sur Main Street, USA en 2008 pour la cérémonie Nonstop Summer Fun.
- Ouverture: 24 mai 2008
- Fermeture : 10 août 2008
- Durée : 10 minutes
- Situation : 22° 18′ 48″ N, 114° 02′ 37″ E

### Tokyo DisneySea
L'attraction a ouvert au sein du paquebot S.S. Columbia le 1er octobre 2009
- Ouverture:  1er octobre 2009[3]
- Budget : 1,3 milliard de yens (environ 10 millions d'€)
- Durée : 10 minutes
- Situation : 33° 48′ 27″ N, 117° 55′ 03″ O